# Dinarolacerta mosorensis
La lagartija de Mosor[cita requerida] (Dinarolacerta mosorensis) es una especie de lagarto de la familia Lacertidae. Mide entre 150 y 200 mm, rara vez hasta 250 mm. Su área de distribución incluye varias regiones montañosas muy separadas entre sí de Croacia, Bosnia, Albania y Montenegro. Puebla los macizos kársticos costeros de clima mediterráneo, como el macizo de Mosor y Biokovo, aunque a veces se puede encontrar tierra adentro, en las zonas de Gacko y Durmitor.
Se alimenta de los insectos que con su agudo hocico extrae de las grietas de las rocas. Está considerada una especie vulnerable.